# Luise von Preußen (1838–1923)

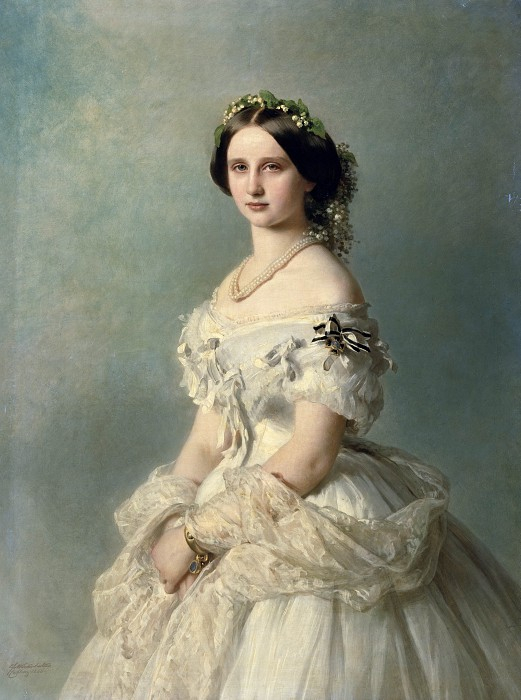
Prinzessin Luise von Preußen, spätere Großherzogin von Baden. Gemälde von Joseph Spelter, 1857

Prinzessin Luise Marie Elisabeth von Preußen VA (* 3. Dezember 1838 in Berlin; † 23. April 1923 in Baden-Baden) war ein Mitglied des Hauses Hohenzollern und durch Heirat Großherzogin von Baden.

## Kindheit und Jugend
Prinzessin Luise war die einzige Tochter von Prinz Wilhelm von Preußen, dem späteren Deutschen Kaiser Wilhelm I. (1797–1888), und seiner Frau Prinzessin Augusta von Sachsen-Weimar-Eisenach (1811–1890), der zweiten Tochter des Großherzogs Carl Friedrich und der russischen Großfürstin Maria Pawlowna Romanowa. Ihre Großeltern väterlicherseits waren der preußische König Friedrich Wilhelm III. und dessen Frau Prinzessin Luise von Mecklenburg-Strelitz.
Zusammen mit ihrem älteren Bruder Friedrich Wilhelm – dem späteren deutschen Kaiser Friedrich III. (1831–1888) – wuchs Luise in Berlin auf, wo sie als neunjähriges Mädchen die in Preußen beginnende Revolution erlebte. Des Kaisers Vorliebe für die Kornblume soll auf seine Tochter zurückgehen, die mit Sträußen und Kränzen das Arbeitszimmer ihres Vaters schmückte. Dieser wurde 1849 zum Generalgouverneur des Rheinlandes und Westfalen ernannt und verschwand aus der Berliner Öffentlichkeit. Im Frühjahr 1850 folgte ihm die Familie an den neuen Wohnsitz im ehemaligen kurfürstlichen Schloss zu Koblenz nach.
Luise von Preußen wurde privat von Lehrkräften unterrichtet, die von ihrer Mutter ausgewählt worden waren. Sie ließ ihre Tochter in Geisteswissenschaften und in „fürstlichen Tugenden“ unterweisen. Dazu gehörten Besuche in Waisen- und Krankenhäusern sowie Wohltätigkeitsbankette. Seit 1850 kam die Prinzessin von Koblenz zum alljährlichen Sommeraufenthalt nach Baden-Baden. Von Mai 1846 bis Dezember 1851 war ihre Erzieherin Sophie von May, später verheiratete von Erlach-Hindelbank – danach bis 1853 Adèle de Pierre. Nur wenige Wochen nach ihrer Konfirmation, die sie im Mai 1855 in der Charlottenburger Schlosskapelle feierte, wurde sie mit dem damaligen Prinzregenten Friedrich von Baden bekannt gemacht. Noch im September desselben Jahres wurde die Verlobung in Koblenz öffentlich bekanntgegeben.

## Spätere Jahre

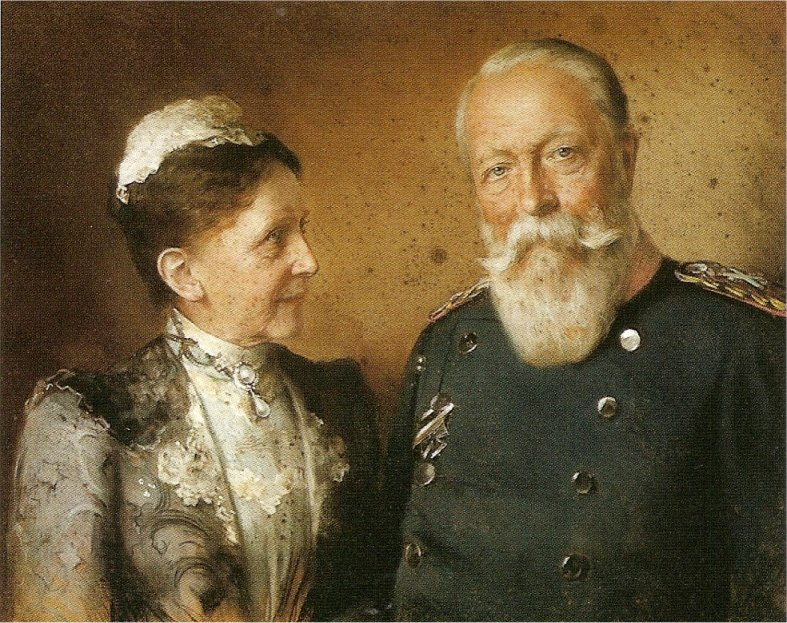
Großherzog Friedrich I. und Großherzogin Luise von Baden 1902

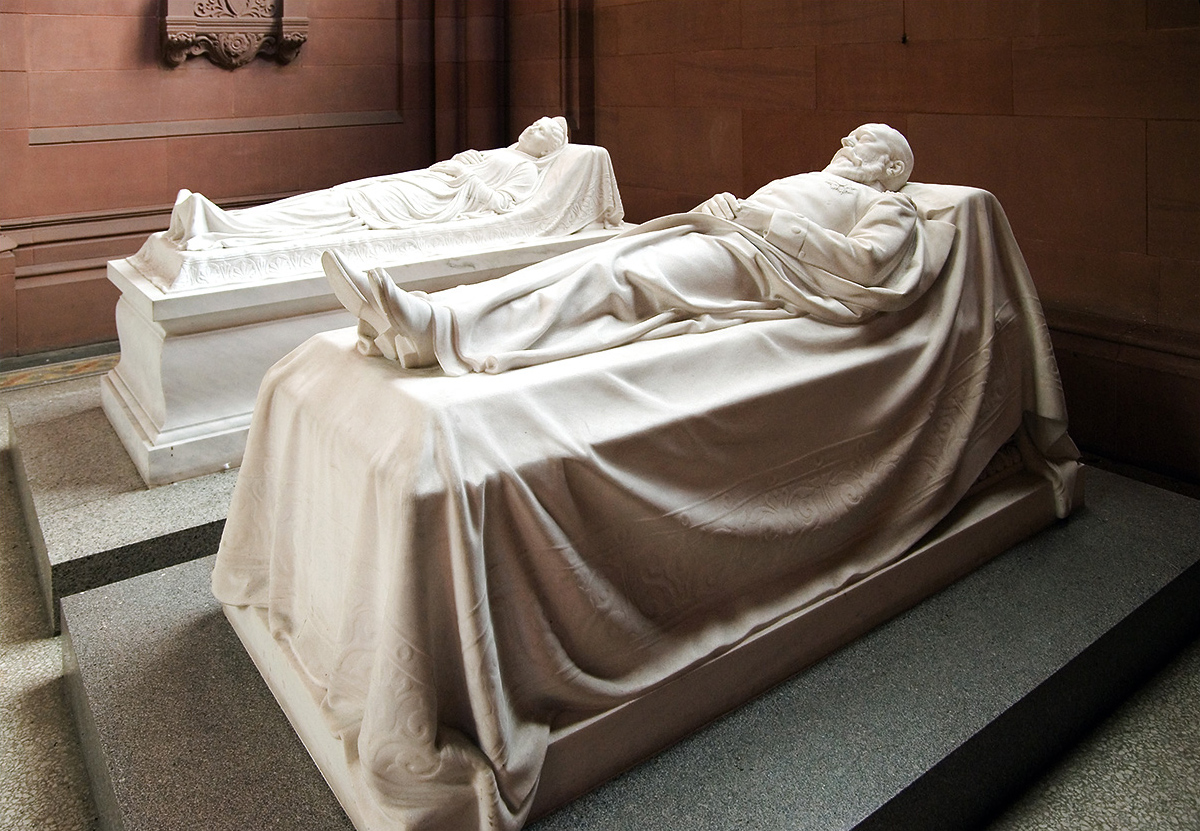
Grabmal Friedrichs und seiner Gemahlin von Hermann Volz in der Großherzoglichen Grabkapelle in Karlsruhe

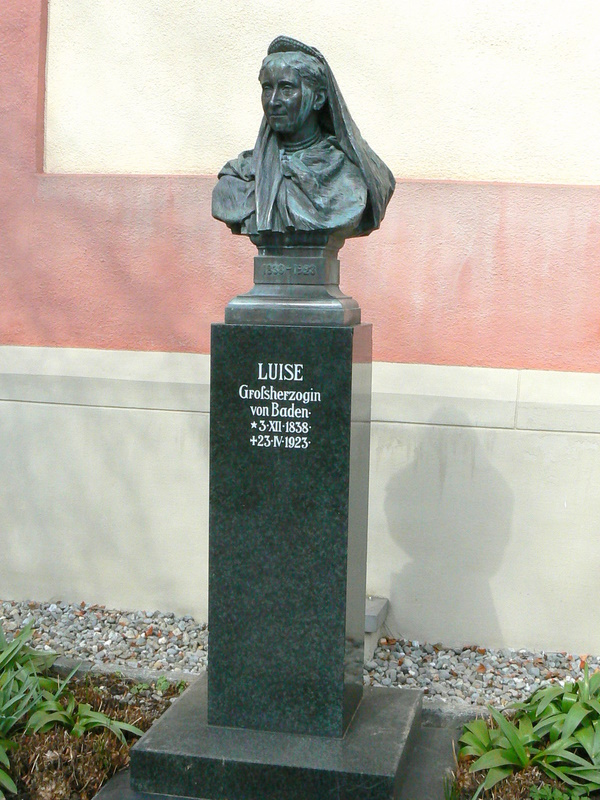
Büste auf der Insel Mainau im Bodensee, wo sie in den Jahren 1918 und 1919 lebte

Luise von Preußen galt wie ihre Schwägerin, die britische Prinzessin und im Jahr 1888 Deutsche Kaiserin Victoria, als eine Gegnerin Bismarcks.
Im Jahr 1859 gründete Großherzogin Luise in Karlsruhe den ersten Badischen Frauenverein, Vorläufer der Rotkreuz-Schwesternschaft. Der badische Frauenverein war federführend bei Kursen und Schulungen in der Hauswirtschaft. 1886 wurde in Pforzheim eine erste Haushaltungsschule eingerichtet. In Baden, genauer gesagt Schopfheim 1885, gab es auch die ersten sogenannten Wanderkochkurse. Diese fanden vor allem in den Wintermonaten statt, die Frauenvereine stellten Lehrerin und die (mobile) Küchenausrüstung. Mit einem zunehmenden Interesse der Regionalbehörden wurden die Kurse länger durchgeführt. Die Wanderschulen verloren mit den zunehmenden vorhandenen festen Einrichtungen in Baden bereits vor dem Ersten Weltkrieg an Wichtigkeit. Luise hatte sich unter anderem in Lichtental (Baden-Baden) für die Einrichtung einer stationären Schulküche eingesetzt.
1871 wurde ihr der Württembergische Olga-Orden verliehen. Am 20. September 1881 (am Tag der silbernen Hochzeit) fand die Vermählung der Tochter Viktoria mit dem Kronprinzen und späteren König Gustav V. von Schweden statt. Im Jahre 1885 vermählte sich Erbgroßherzog Friedrich mit der Prinzessin Hilda von Nassau. Am 1. Oktober 1885 wurde die Malerinnenschule unter ihrer Schirmherrschaft eröffnet. Die Schule bestand bis 1923.
Zu ihren Ehren am 58. Geburtstag 1896 schenkten ihr die Mannheimer den neu entstehenden großen Park und nannten ihn seitdem Luisenpark. Heute ist er eine der schönsten Parkanlagen Europas.
Als das großherzogliche Paar 1888 vom Krankenlager des deutschen Kronprinzen aus San Remo zurückkehrte, erfuhr es in Basel vom unerwarteten Tod ihres zweitgeborenen Sohnes Ludwig Wilhelm, der am 23. Februar in Freiburg im 23. Lebensjahr gestorben war. Unmittelbar darauf hatte Luise am 9. März den Tod des Vaters zu beklagen. Dann verlor sie am 15. Juni ihren einzigen Bruder, Kaiser Friedrich III., und zwei Jahre später betrauerte sie den Tod ihrer Mutter, Kaiserin Augusta. Zunehmend stellten sich auch physische Beschwerden bei Luise ein. Ihrem langwierigen Augenleiden brachte 1897 eine erfolgreiche Staroperation merkliche Linderung. Noch einmal durfte die Großherzogin zwei Familienfeste feiern: den 80. Geburtstag ihres Mannes (9. September 1906) und die Feier ihrer Goldenen Hochzeit nur wenige Tage danach. Ein Jahr später, am 28. September 1907, starb ihr Mann.
Im Jahre 1917 verlieh ihr die Medizinische Fakultät der Universität Heidelberg die Ehrendoktorwürde als „hoher Schützerin des Roten Kreuzes“. Im November 1918 bedeutete der militärische Zusammenbruch des Reiches auch das Ende der Monarchie in Deutschland. Nach der Flucht aus der Residenz lebte Luise nach kurzen Zwischenaufenthalten (Burg Zwingenberg am Neckar und Schloss Langenstein im Hegau) zunächst auf der Insel Mainau, bis sie im Spätsommer 1919 in das Schloss Baden-Baden übersiedeln konnte. Dort starb sie 1923 im Alter von 84 Jahren. Ihr von Hermann Volz gestaltetes Grabmal befindet sich, zusammen mit dem ihres Gemahls und dem ihres Sohnes Ludwig-Wilhelm, in der Großherzoglichen Grabkapelle in Karlsruhe.

## Heirat und Nachkommen
Am 20. September 1856, wenige Tage nach seiner Proklamation zum Großherzog von Baden, heiratete Prinzessin Luise im Berliner Stadtschloss den badischen Großherzog Friedrich I. (1826–1907), den zweiten Sohn des Großherzogs Leopold I. von Baden und der Prinzessin Sophie Wilhelmine von Holstein-Gottorp. Aus der Ehe gingen drei Kinder hervor:
- Friedrich (II.) Wilhelm Ludwig Leopold August, genannt Fritz (1857–1928), späterer Großherzog von Baden
- Sophie Marie Viktoria, genannt Vicky (1862–1930) ⚭ Gustav V. (1858–1950), König von Schweden.
- Ludwig Wilhelm Karl Friedrich Berthold (1865–1888), Großherzoglicher Prinz von Baden

## Vorfahren
| Ahnentafel Prinzessin Luise von Preußen  | Ahnentafel Prinzessin Luise von Preußen                                                                    | Ahnentafel Prinzessin Luise von Preußen                                                                          | Ahnentafel Prinzessin Luise von Preußen                                                                                    | Ahnentafel Prinzessin Luise von Preußen                                                                                        | Ahnentafel Prinzessin Luise von Preußen                                                                                      | Ahnentafel Prinzessin Luise von Preußen                                                                                  | Ahnentafel Prinzessin Luise von Preußen                                                                                  | Ahnentafel Prinzessin Luise von Preußen                                                                                  |
| ---------------------------------------- | --- | --- | --- | --- | --- | --- | --- | --- |
| Ururgroßeltern                           | Prinz August Wilhelm von Preußen (1722–1758) ⚭ 1742 Luise Amalie von Braunschweig-Wolfenbüttel (1722–1780) | Landgraf Ludwig IX. von Hessen-Darmstadt (1719–1790) ⚭ 1741 Henriette Karoline von Pfalz-Zweibrücken (1721–1774) | Herzog Karl zu Mecklenburg (1708–1752) ⚭ 1735 Elisabeth Albertine von Sachsen-Hildburghausen (1713–1761)                   | Prinz Georg Wilhelm von Hessen-Darmstadt (1722–1782) ⚭ 1748 Maria Luise Albertine zu Leiningen-Dagsburg-Falkenburg (1729–1818) | Herzog Ernst August II. von Sachsen-Weimar-Eisenach (1737–1758) ⚭ 1756 Anna Amalia von Braunschweig-Wolfenbüttel (1739–1807) | Landgraf Ludwig IX. von Hessen-Darmstadt (1719–1790) ⚭ 1741 Henriette Karoline von Pfalz-Zweibrücken (1721–1774)         | Zar Peter III. von Russland (1728–1762) ⚭ 1745 Zarin Katharina II. von Russland (1729–1796)                              | Herzog Friedrich Eugen (Württemberg) (1732–1797) ⚭ 1753 Friederike Dorothea Sophia von Brandenburg-Schwedt (1736–1798)   |
| Urgroßeltern                             | König Friedrich Wilhelm II. von Preußen (1744–1797) ⚭ 1769 Friederike von Hessen-Darmstadt (1751–1805)     | König Friedrich Wilhelm II. von Preußen (1744–1797) ⚭ 1769 Friederike von Hessen-Darmstadt (1751–1805)           | Großherzog Karl II. von Mecklenburg-Strelitz (1741–1816) ⚭ 1768 Friederike Caroline Luise von Hessen-Darmstadt (1752–1782) | Großherzog Karl II. von Mecklenburg-Strelitz (1741–1816) ⚭ 1768 Friederike Caroline Luise von Hessen-Darmstadt (1752–1782)     | Großherzog Carl August von Sachsen-Weimar-Eisenach (1757–1828) ⚭ 1775 Luise von Hessen-Darmstadt (1757–1830)                 | Großherzog Carl August von Sachsen-Weimar-Eisenach (1757–1828) ⚭ 1775 Luise von Hessen-Darmstadt (1757–1830)             | Zar Paul I. von Russland (1754–1801) ⚭ 1776 Sophie Dorothee von Württemberg (1759–1828)                                  | Zar Paul I. von Russland (1754–1801) ⚭ 1776 Sophie Dorothee von Württemberg (1759–1828)                                  |
| Großeltern                               | König Friedrich Wilhelm III. von Preußen (1770–1840) ⚭ 1793 Luise von Mecklenburg-Strelitz (1776–1810)     | König Friedrich Wilhelm III. von Preußen (1770–1840) ⚭ 1793 Luise von Mecklenburg-Strelitz (1776–1810)           | König Friedrich Wilhelm III. von Preußen (1770–1840) ⚭ 1793 Luise von Mecklenburg-Strelitz (1776–1810)                     | König Friedrich Wilhelm III. von Preußen (1770–1840) ⚭ 1793 Luise von Mecklenburg-Strelitz (1776–1810)                         | Großherzog Karl Friedrich von Sachsen-Weimar-Eisenach (1783–1853) ⚭ 1804 Großfürstin Maria Pawlowna Romanowa (1786–1859)     | Großherzog Karl Friedrich von Sachsen-Weimar-Eisenach (1783–1853) ⚭ 1804 Großfürstin Maria Pawlowna Romanowa (1786–1859) | Großherzog Karl Friedrich von Sachsen-Weimar-Eisenach (1783–1853) ⚭ 1804 Großfürstin Maria Pawlowna Romanowa (1786–1859) | Großherzog Karl Friedrich von Sachsen-Weimar-Eisenach (1783–1853) ⚭ 1804 Großfürstin Maria Pawlowna Romanowa (1786–1859) |
| Eltern                                   | Kaiser Wilhelm I. (1797–1888) ⚭ 1829 Augusta von Sachsen-Weimar-Eisenach (1811–1890)                       | Kaiser Wilhelm I. (1797–1888) ⚭ 1829 Augusta von Sachsen-Weimar-Eisenach (1811–1890)                             | Kaiser Wilhelm I. (1797–1888) ⚭ 1829 Augusta von Sachsen-Weimar-Eisenach (1811–1890)                                       | Kaiser Wilhelm I. (1797–1888) ⚭ 1829 Augusta von Sachsen-Weimar-Eisenach (1811–1890)                                           | Kaiser Wilhelm I. (1797–1888) ⚭ 1829 Augusta von Sachsen-Weimar-Eisenach (1811–1890)                                         | Kaiser Wilhelm I. (1797–1888) ⚭ 1829 Augusta von Sachsen-Weimar-Eisenach (1811–1890)                                     | Kaiser Wilhelm I. (1797–1888) ⚭ 1829 Augusta von Sachsen-Weimar-Eisenach (1811–1890)                                     | Kaiser Wilhelm I. (1797–1888) ⚭ 1829 Augusta von Sachsen-Weimar-Eisenach (1811–1890)                                     |
| Prinzessin Luise von Preußen (1838–1923) | | | | | | | | |

## Ehrungen
- 1896 Luisenpark in Mannheim
- 1917 Ehrendoktorwürde der TH Karlsruhe
- Büste auf der Insel Mainau
- 2017 Benennung einer Edelrose „Großherzogin Luise“ (Parfuma Duftrose) durch W. Kordes’ Söhne

## Veröffentlichungen
- Luise Großherzogin von Baden: Ich weiß, daß mein Erlöser lebt! Glaubensworte für Tage der Prüfung. Velhagen & Klasing, Bielefeld / Leipzig 1910